# برومنس

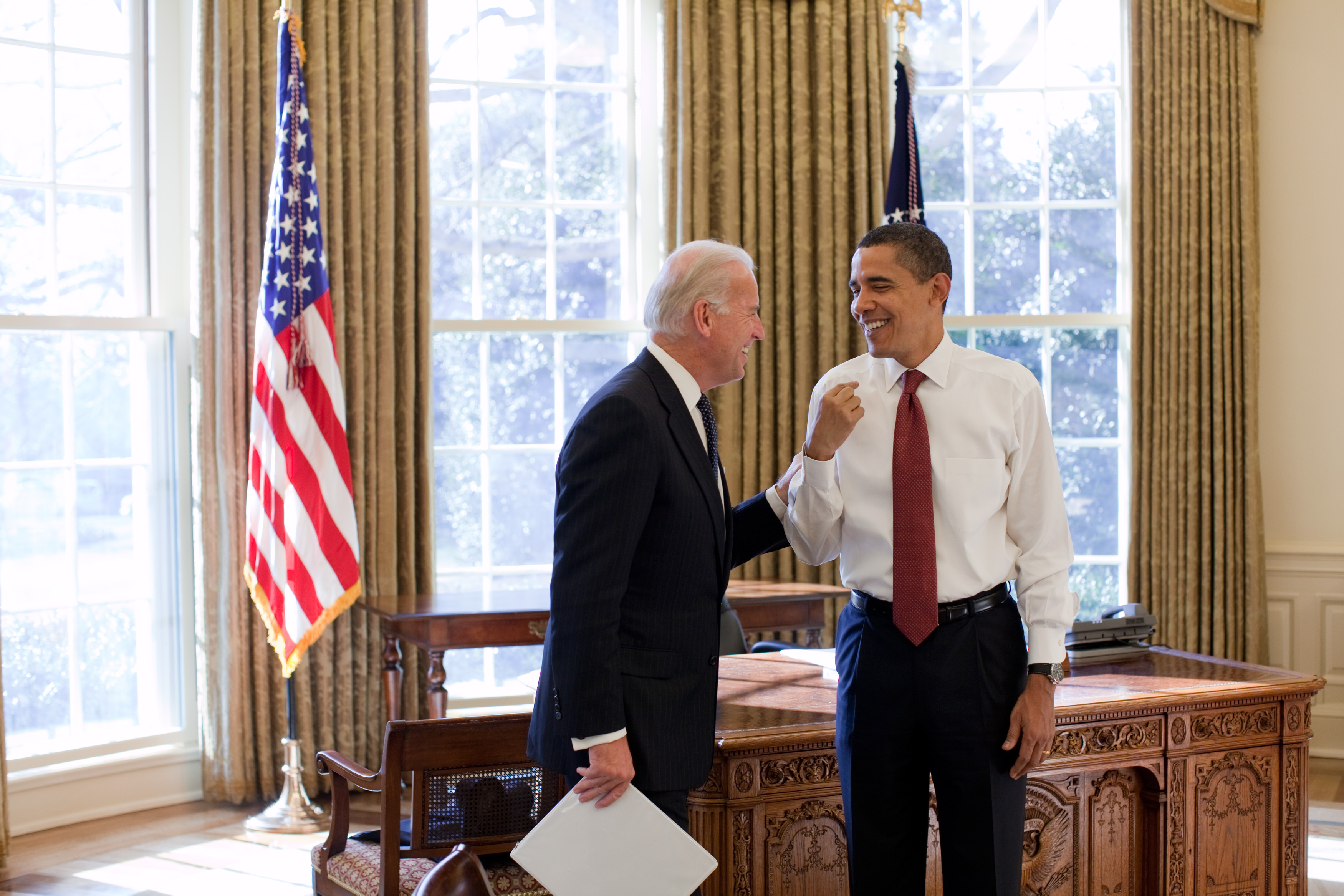
در سال ۲۰۱۷ ارتباط رئیس جمهور باراک اوباما با معاون اولش جو بایدن به عنوان یک "برومنس" خوانده می‌شد.

عشق برادرانه (برومنس) نزدیک شدن عاطفی شدید و غیر جنسی بین دو مرد است. این یک گرایش احساسی بیش از حد معمول دوستی است و معمولاً از طریق سطح بالایی از صمیمیت عاطفی مشخص می‌شد. ظهور این مفهوم از آغاز سده بیست و یکم به عنوان منعکس‌کننده تغییر در ادراک اجتماعی به همراه افزایش بازبودن جامعه و تجدید نظر در موضوعاتی همچون جنسیت و تمایلات جنسی دیده شده‌است.